# Neri, o Carteiro
Neri Andrade Pereira Júnior (São Joaquim, 12 de abril de 1978), mais conhecido como Neri, o Carteiro, é um carteiro e político brasileiro filiado ao Partido da Social Democracia Brasileira (PSDB). Atualmente é deputado estadual do Rio Grande do Sul.
Nas eleições de 2018, candidatou-se ao cargo de deputado estadual pelo Solidariedade e foi eleito com 27.808 votos.

## Biografia

### Primeiros anos e formação acadêmica
Neri nasceu no interior de Bom Jesus, no Rio Grande do Sul. A localidade ficava no limite entre o município gaúcho e São Joaquim, em Santa Catarina. Por causa da proximidade, Neri acabou sendo registrado em São Joaquim, cidade que consta na sua certidão de nascimento.
Iniciou o curso de Teologia e Filosofia, em Londrina, no Paraná, porém não concluiu o curso. Após a desistência do curso, fez concurso da Empresa Brasileira de Correios e Telégrafos (ECT) e foi chamado em 1998, passando a atuar no município de Caxias do Sul. Entre os anos de 2004 a 2008, além da função nos Correios, Neri atuou na empresa de transporte coletivo da cidade, passando pelas funções de operador de sistema e, posteriormente, de motorista. Neri trabalhou por 15 anos nos Correios, vindo a se licenciar da empresa estatal em 2013.

## Vida política
No ano de 2012, concorreu pelo Democratas (DEM) ao cargo de vereador de Caxias do Sul, sendo eleito com 2.849 votos. Em 2016, Neri, o Carteiro voltou a concorrer ao cargo e foi reeleito pelo Solidariedade (SD), com 6.229 votos, que fizeram dele o vereador mais votado da cidade.
Em 2018, disputou uma vaga na Assembleia Legislativa do Rio Grande do Sul (ALERS) para ser deputado estadual do Rio Grande do Sul, sendo eleito com 27.808 votos.
Em março de 2022, migrou para o Partido da Social Democracia Brasileira (PSDB), em um evento com a presença do então governador gaúcho Eduardo Leite (PSDB). Após a mudança para o PSDB, foi reeleito deputado estadual, nas eleições de 2022, após conquistar 32.378 votos.
| Ano  | Partido       | Cargo                                  | Votos  | Resultado | Ref.   |
| ---- | ------------- | -------------------------------------- | ------ | --------- | ------ |
| 2012 | DEM           | Vereador de Caxias do Sul              | 2.849  | Eleito    | [ 6 ]  |
| 2016 | Solidariedade | Vereador de Caxias do Sul              | 6.229  | Eleito    | [ 8 ]  |
| 2018 | Solidariedade | Deputado estadual do Rio Grande do Sul | 27.808 | Eleito    | [ 12 ] |
| 2022 | PSDB          | Deputado estadual do Rio Grande do Sul | 32.378 | Eleito    | [ 13 ] |